# Ісамбард Кіндом Брунель
Ісамбард Кіндом Брунель (9 квітня 1806 , Портсмут, Гемпшир  — 15 вересня 1859 , Вестмінстер, Великий Лондон ) — англійський інженер і винахідник. Син Марка Брюнеля. У 1833 році при будівництві Великої Західної залізниці за його порадою була прийнята ширина колії 2.1 м. Він побудував міст Кліфтон Саспеншн через річку Авон у Брістолі, Салташський міст через Темзу поруч із Плімутом, сконструював корабель «Грейт Вестерн» у 1838 році, перший пароплав, що регулярно перетинав Атлантику, «Велику Британію» у 1843 році, перший великий металевий корабель із гребним гвинтом, і «Грейт Істерн» у 1857 році, що був використаний для прокладення Трансатлантичного кабелю (1866).
Його ім'ям названо відомий університет — Університет Брунеля (Brunel University).
Похований на кладовищі Кенсал-Грін у Лондоні.